# 기억의 소리
"기억의 소리"는 2016년에 개봉한 대한민국의 영화이다.

## 캐스팅
- 정충구 : 김 감독 역
- 여민주 : 윤희 역
- 김보령 : 윤주 역
- 홍도윤 : 한기 역
- 남윤길 : 정신과 의사 역
- 김승겸 : 소품맨 역
- 김소원 : 의상 디자이너 역
- 노승탁 : 점성술사 역
- 요엘 리 : 어린 한기 역
- 김예원 : 어린 윤주 역
- 이정원 : 어린 윤희 역
- 장은재 : 교수 역 (특별출연)
- 이충근 : 시장 구경꾼 역 (특별출연)